# Monako
Monako, Prince of Magic è un personaggio dei fumetti, creato da Larry Antonette (disegni), pubblicata dalla Timely Comics (divenuta in seguito Marvel Comics). La sua prima apparizione avviene in Daring Mystery Comics n. 1 (ottobre 1939).
È un personaggio simile a Mandrake, protagonista di una striscia a fumetti del King Features Syndicate iniziata l'11 giugno 1934.

## Biografia del personaggio
Monako è il figlio di una coppia di missionari che facevano proselitismo nell'India dell'inizio del XX secolo. Quando Monako era un bambino, la sua famiglia fu attaccata da una tribù. Questa tribù praticava la "magia nera" e adorava "molti dei", e il loro attacco spazzò via la famiglia di Monako e l'intero villaggio in cui vivevano, lasciando Monako come l'unico sopravvissuto all'attacco. Il capo della tribù attaccante allevò quindi Monako come suo figlio. Monako è cresciuto, trascorrendo la sua adolescenza tra i maghi della tribù e imparando i loro trucchi. All'età di 16 anni, quando era lontano dal villaggio, i soldati coloniali massacrarono la tribù, uccidendo tutti. Monako emigrò poi in Inghilterra, dove fu formalmente educato, e poi tornò in India. Aveva vissuto lì per un bel po' di tempo e aveva iniziato a correggere alcune delle ingiustizie causate dalla sua tribù adottiva. Poi, più tardi ancora, si è trasferito in America o ha semplicemente comprato una casa/aperto un ufficio lì, tuttavia, ha continuato a viaggiare.
Nel 1940, la sua prima avventura conosciuta avvenuta in America avvenne quando Monako vide un'auto in corsa che sfrecciava verso una giovane ragazza. Monako usò i suoi poteri magici per portarla in salvo quando si rese conto che la donna era la sua amica, Josie. Vide anche il suo vecchio nemico, il signor Muro, nell'auto in corsa. Josie rivelò che suo fratello Al aveva perfezionato un nuovo tipo di esplosivo per il governo e Muro stava cercando di rubare la formula. Al aveva già memorizzato la formula e distrutto tutti i suoi appunti, spingendo Muro a rapirlo e riportarlo nel suo nascondiglio. Monako scoprì il nascondiglio di Muro seguendoli nella sua forma astrale e presto tornò alla posizione nel suo corpo corporeo. Fu presto catturato, tuttavia, e messo su un dispositivo di tortura insieme ad Al, che Muro sperava sarebbe stato intimidito e avrebbe rivelato la sua formula segreta. Monako riuscì a liberarli entrambi usando la sua magia e fuggirono. Durante la ricerca di Muro, scoprono che ha catturato Josie, lasciandola legata in una sua barca con una bomba. Monako ha preparato una trappola per ingannare la sua vecchia nemesi, lasciando una lattina di polvere segreta a Muro da trovare. Muro cadde nella trappola e Monako salvò Josie prima che la bomba esplodesse, ma Muro stesso riuscì a fuggire.
Monako incontra poi Muro quando deve salvare di nuovo la sua amica Josie dai suoi piani. Questa volta Muro ha acquisito documenti segreti che descrivono in dettaglio le posizioni di diverse fortificazioni segrete vicino al Canale di Panama. Muro progettò di impadronirsi delle fortificazioni, ottenendo così il controllo del Canale stesso. Monako inseguì l'aereo di Muro in uno dei suoi e usò la sua magia per costringerlo ad atterrare. Quando Monako tenta di dargli la caccia, però, viene catturato dagli uomini di Muro e lasciato morire nel deserto. Muro ha anche preso in ostaggio Josie nel caso in cui Monako fosse stata liberata. Monako, tuttavia, riuscì a fuggire e si trasformò in dimensioni giganti, afferrando l'aereo di Muro e salvando Josie. Prima di riuscire a prendere in custodia Muro, però, Muro usò la sua magia nera per teletrasportarsi via, sfuggendo ancora una volta alla cattura.
Monako ha poi avuto diverse altre avventure in cui ha fermato vari crimini, tra cui la cattura di un paio di ladri di gioielli che prendevano di mira i ricchi passeggeri mentre viaggiavano su un transatlantico per tornare in America.  Un'inquadratura dopo, mentre eseguiva il suo atto di magia, Monako notò un uomo accasciato nel palco dello spettatore. Sospettando un gioco scorretto, Monako spaventa gli altri uomini seduti con lui ed esamina l'uomo, solo per scoprire che è stato drogato. Dopo essersi rianimato, l'uomo ha informato Monako che era venuto a chiedere il suo aiuto per salvare sua sorella che era stata rapita. Monako e il suo assistente, Pere, attaccarono la casa dove Louise era tenuta in ostaggio. Mentre i ladri sono stati inizialmente in grado di fuggire con la ragazza, Monako è stato in grado di rintracciarli e ha usato i suoi poteri per far sembrare che l'edificio in cui si trovavano fosse in fiamme, mandando i criminali nel panico e permettendo a Monako di salvare la ragazza.
Decenni dopo, Monako invecchiò e frequentò il Bar Senza Porte, una taverna per stregoni e utilizzatori di magie.  Sulla scia della purificazione dell'Empirikul da tutto ciò che era magico dalla Terra, Monako riuscì a usare il suo ultimo brandello di magia per salvare gli utilizzatori di magia rimasti dall'Imperatore, sperando che potessero ripristinare la magia com'era una volta. Fu bruciato sul rogo dall'Imperatore.

## Pubblicazioni statunitensi
Daring Mystery Comics n. 1 (gennaio 1940), n. 4 (maggio 1940), n. 5 (giugno 1940) e n. 6 (settembre 1940), realizzati da Larry Antonette (testi e disegni)